# Xylolaemus
Xylolaemus är ett släkte av skalbaggar som beskrevs av Pierre François Marie Auguste Dejean 1835. Xylolaemus ingår i familjen barkbaggar.
Släktet innehåller bara arten Xylolaemus fasciculosus.